# Гигантски мадагаскарски хамелеон
Гигантски мадагаскарски хамелеон (Furcifer oustaleti) е вид влечуго от семейство Хамелеонови (Chamaeleonidae).

## Разпространение
Видът е разпространен в Мадагаскар.